# Linan mulunensis
Linan mulunensis (лат.) — вид мелких коротконадкрылых жуков из подсемейства ощупники (Tyrini, Pselaphinae, Staphylinidae).

## Распространение
Встречается в Китае, заповедник Мулун (Mulun N. R., 木论自然保护区, Гуанси-Чжуанский автономный район).

## Описание
Мелкие красноватые или коричневатые коротконадкрылые жуки-ощупники. Длина 2,75—2,77 мм; антенномеры IX—XI удлинённые, без модификации; длинные метавентральные отростки сужены апикально; передние голени с острым апикальным шипом; задние тазики с крупным, апикально суженным и тупым вентральным выступом.

## Систематика и этимология
Вид был впервые описан в 2018 году китайскими энтомологами (Yu-Qing Zhang, Li-Zhen Li, Zi-Wei Yin). Новый вид отнесён к группе L. chinensis на основании простых антенномеров IX—X самцов. Форма и пропорции антенномеров IX—XI сходны с L. chinensis и L. inornatus. Однако у обоих известных видов отсутствует выступ на вентральном крае заднего тазика у самцов, в то время как у нового вида имеется крупный, апикально суженный выступ. Вид Linan mulunensis назван в честь типового местонахождения, заповедника Мулун (Mulun N. R., 木论自然保护区), Гуанси-Чжуанский автономный район).